# 에밀리 헬렌 버터필드
에밀리 헬렌 버터필드 (Emily Helen Butterfield 1884년 8월 4일, 미시간주 알고낙 ~ 1958년 3월 22일)는 여성 운동 의 선구자이다.